# 六里屯街道
六里屯街道是北京市朝阳区东部的一个街道办事处，前身为星火人民公社，辖区内的星火站（现名北京朝阳站）因此得名（现属东风地区）。
始建于1987年。东起双沙铁路，南至二道沟河，西邻团结湖街道，北到朝阳公园南路。面积4.4平方公里，常住人口8.9万。

## 著名机构
- 鲁迅文学院
- 朝阳体育馆
- 纺织科学研究所
- 北京联合大学商务学院
- 北京图书批发市场
- 八里庄清真寺

## 主要道路
- 东四环中路
- 甜水园街
- 朝阳北路
- 朝阳公园南路
- 姚家园路

## 下辖社区
六里屯街道目前下辖的社区有：
- 十里堡北里社区
- 晨光社区
- 八里庄北里社区
- 八里庄南里社区
- 静水园社区
- 道家园社区
- 秀水园社区
- 碧水园社区
- 甜水园社区